# Paractito
Paractito ist eine Ortschaft im Departamento Cochabamba im südamerikanischen Andenstaat Bolivien.

## Lage im Nahraum
Paractito ist der fünftgrößte Ort des Municipio Villa Tunari in der Provinz Chapare. Die Ortschaft liegt sechs Kilometer oberhalb des Zusammenflusses von Río Espíritu Santo und Río San Mateo zum Río Chapare auf einer Höhe von 355 m am Fuß der östlichen Anden-Ketten zwischen den Großstädten Cochabamba und Santa Cruz.

## Geographie
Paractito liegt im bolivianischen Tiefland am Nordrand der Cordillera Oriental. Das Klima ist tropisch mit einem ausgeprägten Tageszeitenklima.
Die jährliche Durchschnittstemperatur im langjährigen Mittel liegt bei knapp 27 °C, die Monatstemperaturen liegen zwischen gut 23 °C im Juli und knapp 29 °C im Dezember und Januar (siehe Klimadiagramm Villa Tunari). Der Jahresniederschlag mit 2300 mm weist eine deutliche Regenzeit von Oktober bis April auf, mit Monatsniederschlägen zwischen 160 und 380 mm.

## Verkehrsnetz
Paractito liegt in einer Entfernung von 155 Straßenkilometern nordöstlich von Cochabamba, der Hauptstadt des Departamentos.
Durch Paractito führt die 1.657 Kilometer lange Nationalstraße Ruta 4, die das Land von Westen nach Osten durchquert. Sie führt von Tambo Quemado an der chilenischen Grenze über Cochabamba und Sacaba nach Paractito und weiter über Villa Tunari und Santa Cruz nach Puerto Suárez an der brasilianischen Grenze. Die Straße ist über die Strecke von 913 km von Tambo Quemado über Santa Cruz bis Pailón asphaltiert und hat dann eine unbefestigte Oberfläche.

## Bevölkerung
Die Einwohnerzahl der Ortschaft ist in dem Jahrzehnt zwischen den beiden letzten Volkszählungen auf fast das Doppelte angestiegen:
| Jahr | Einwohner         | Quelle       |
| ---- | ----------------- | ------------ |
| 1992 | keine Detaildaten | Volkszählung |
| 2001 | 560               | Volkszählung |
| 2012 | 1029              | Volkszählung |
| 2024 |                   | Volkszählung |

Die Region weist einen deutlichen Anteil an Quechua-Bevölkerung auf, im Municipio Villa Tunari sprechen 83,5 Prozent der Bevölkerung Quechua.